# Indeksowanie
Indeksowanie (ang. indexing) – proces tworzenia i utrzymywania indeksu umożliwiającego skrócenie czasu dostępu do danych.
Stosowane jest np. w bazach danych (patrz indeks) i wyszukiwarkach internetowych.